# William T. Watson

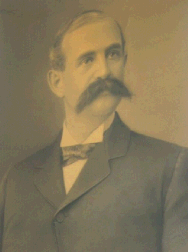
William T. Watson

William Tharp Watson (* 6. Juni 1849 in Milford, Delaware; † 14. April 1917 ebenda) war ein US-amerikanischer Politiker und von 1895 bis 1897 Gouverneur des Bundesstaates Delaware.

## Frühe Jahre
William Watson war der Enkel von William Tharp, der zwischen 1847 und 1851 ebenfalls Gouverneur von Delaware gewesen war. Der junge William besuchte das Washington College in Chestertown in Maryland. Danach lebte er einige Zeit in Philadelphia. Nach seiner Rückkehr nach Milford arbeitete er für eine Eisenbahngesellschaft und dann für die dortige First National Bank.

## Politischer Aufstieg
Watson war Mitglied der Demokratischen Partei, die in den 25 Jahren nach dem Amerikanischen Bürgerkrieg den Staat Delaware politisch beherrschte. Zwischen 1892 und 1895 war er Mitglied des Senats von Delaware und wurde sogar dessen Präsident. In dieser Zeit vollzog sich in Delaware ein politischer Umbruch. Die bis dahin eher unbedeutende Republikanische Partei holte dank eines finanzkräftigen Sponsors und gleichzeitiger Abnutzungserscheinungen bei den Demokraten auf und schaffte es sogar bei den Gouverneurswahlen des Jahres 1894, mit Joshua H. Marvil erstmals einen Wahlsieger zu stellen. Gleichzeitig errangen die Republikaner auch eine knappe Mehrheit im Repräsentantenhaus von Delaware. Das waren Vorboten eines politischen Machtwechsels. Zwischen 1901 und 1937 waren nur republikanische Gouverneure in Delaware im Amt. Der 1894 gewählte Gouverneur Marvil verstarb aber bereits am 8. April 1895 nach knapp viermonatiger Amtszeit. Entsprechend der Staatsverfassung musste Watson als Senatspräsident damit das Amt des Gouverneurs übernehmen.

## Gouverneur von Delaware
In seiner Amtszeit kam es in Delaware zu einem erbitterten Streit um die Vergabe eines Sitzes im US-Senat. Darin verwickelt waren der bisherige demokratische Senator Anthony C. Higgins, der aber keine Mehrheit mehr fand, sowie die beiden Republikaner Henry A. du Pont und J. Edward Addicks, ein Millionär aus Philadelphia und Hauptfinanzier der Republikanischen Partei. Gouverneur Watson nahm während dieser Diskussion kurzzeitig wieder seinen Sitz im Senat ein und stimmte für Higgins. Damit verhinderte er eine knappe Mehrheit für du Pont. Sein Verhalten war umstritten und seine Stimme wurde vom republikanischen Präsidenten des Abgeordnetenhauses für ungültig erklärt. Damit fand du Pont seine knappe Mehrheit wieder. Diese wurde aber vom US-Senat, in dem die Demokraten die Mehrheit hatten, wegen der Ablehnung der Stimme von Watson nicht anerkannt. Damit sicherten sich die Demokraten die Mehrheit im Senat in Washington und das war auch der eigentliche Grund für das Verhalten von Gouverneur Watson in dieser Angelegenheit. Als Ergebnis blieb der Sitz des Class-2-Senators aus Delaware zwischen 1895 und 1897 unbesetzt.
In seiner Amtszeit wurde auch an einer Reform der Staatsverfassung gearbeitet, die dann 1897 in Kraft trat und mit der das Amt des Vizegouverneurs geschaffen wurde. Außerdem wurden die nächsten Gouverneurswahlen um zwei Jahre auf das Jahr 1896 vorgezogen. Seither finden die Gouverneurswahlen in Delaware zeitgleich mit den Präsidentschaftswahlen statt.

## Weiterer Lebenslauf
Durch die vorgezogenen Gouverneurswahlen endete Watsons Amtszeit bereits am 19. Januar 1897. Danach zog er sich aus der Politik zurück und widmete sich seinen privaten Angelegenheiten. Gouverneur Watson starb im Jahr 1917. Mit seiner Frau Harriet Beale hatte er einen Sohn.